# Bangou (Mauritanie)
Pour les articles homonymes, voir Bangou.
Bangou est une commune de Mauritanie située dans le département de Néma de la région de Hodh Ech Chargui.

## Histoire
Le début de construction du village de Bangou qui est actuellement centre de la commune de Bangou date de 1956.